# 1124滅東廠
1124滅東廠，是2018年中華民國地方公職人員選舉前出现的一个政治口号，号召全體选民在2018年11月24日投票抵制执政的民主进步党。

## 背景
2018年9月11日，《鏡週刊》在網路上發佈了一段中華民國促進轉型正義委員會副研究員吳佩蓉公開的該會內部會議秘密錄音。錄音顯示，該會副主任委員張天欽在8月24日該會內部會議提及「除垢」時，把矛頭指向中國國民黨新北市市長候選人侯友宜，稱「你看侯友宜，這個如果沒有操作，很可惜」，要求該會研究員加班也要找出各國類似侯友宜的案例，稱侯友宜「是轉型正義最惡劣的例子」；該會研究員蕭吉男隨後表示「我們現在正義是一隻腳是奠基在東廠，本來是西廠跟南廠，現在變東廠」，張天欽立刻接口糾正稱「我們本來是南廠，現在變西廠，後來升格變東廠」，並意圖和民進黨立法委員套招影響侯友宜選舉。張天欽在會中指示，要部屬趕快蒐集國外小故事，至於國內部分，就讓民進黨立委自行發揮。「如果侯友宜在那些國家會怎樣？我不是談個案，但我子彈準備好了。」「民進黨立委每一個都問這個，我要是有十個例子，每一個人餵一個。」「不直接去講這個，間接影射殺傷力最強了。」蕭吉男更建議操作「在怎麼野蠻也不能砍正義」意象，藉此強化促轉會正義形象，「投侯友宜一票就等於投汙垢一票啦」。消息傳出，引發輿論嘩然，外界紛紛批評張天欽的言論。9月12日，張天欽發佈聲明，宣佈辭去促轉會副主委一職；吳佩蓉、蕭吉男、促轉會副研究員張世岳先後宣佈辭職，促轉會主任委員黃煌雄及行政院院長賴清德也先後向公眾道歉。黃煌雄隨後於2018年10月6日亦請辭促轉會主委一職。
中華民國促進轉型正義委員會，簡稱促轉會，成立於2018年5月31日，主要任務統籌規劃「開放政治檔案」、「清除威權象徵及保存不義遺址」、「平復司法不法、還原歷史真相並促進社會和解」、「處理不當黨產」、「其他轉型正義事項」。“轉型正義”一詞，是指民主政權對過去独裁政權实施的違法和不正義行為的彌補。促轉會的獨立性，一直受到部分民眾和中國國民黨的質疑。
東廠，全名「東緝事廠」，明朝的廠衛之一，是由宦官执掌的特權監察、情治機構，偵查異見人士以鎮壓反對力量，對官吏、士大夫甚至於一般庶民製造了大量冤案。張天欽自比「東廠」的言論爆出后，促轉會更被質疑涉嫌政治操作。張天欽遭批是民主之恥，促轉會被諷刺為「轉行朕意」委員會。羅智強在臉書貼文譏諷段宜康、尤美女等被張天欽點名為側翼的八人為「東廠八犬」，稱他們是總統兼民主進步黨主席蔡英文的權力打手。

## 口号
2018年9月24日，適逢傳統節日中秋節，中國國民黨台北市議員候選人羅智強在臉書貼一張月餅照片，旁有紙條上寫有「1124滅東廠」字樣，稱該照片是近日網友瘋傳一張照片。月餅藏紙條源自《燼餘錄》朱元璋揭竿反元朝的故事：相傳元朝末年，起义抗元的朱元璋欲联合其他反抗力量，但元軍搜查嚴密，反抗力量難以传递消息；朱元璋的軍師劉伯溫獻計，在中秋節互贈的月餅裡面夾紙條，上面寫著「八月十五殺韃子」。
促轉會主委黃煌雄請辭後，羅智強在臉書貼文號召選民參加「1124滅東廠」行動，「用選票約束那些政治打手，只有在11月24日投票讓民進黨大敗，『東廠公公們』才會收斂警惕」。國民黨台北市市長參選人丁守中批評，促轉會「連最後一絲良心都走了」，促轉會正副主委先後引咎辭職顯示促轉會已毫無正當性，促轉會「該解散了」。丁守中并在臉書粉絲專頁「丁守中粉絲團」發文參加「1124滅東廠」行動，并呼籲黃煌雄一起參加「1124滅東廠」，表示：民眾需要乾淨的選舉，「就只能選擇1124一起滅東廠」。「1124滅東廠」一詞隨後也成為2018年中華民國直轄市長及縣市長選舉期間的網路熱門用詞。

## 民進黨的回應
10月6日國家人權博物館主辦的《解嚴30·人權落實》新書發表暨座談會上，與會座談的民進黨籍律師黃帝穎指出，「1124滅東廠」行動等是轉型正義因政治因素被汙名化，是正義是非顛倒的問題，用政治性的操作將錄音事件無限上綱，汙名化、干擾轉型正義，完全顛倒是非；如果因為政治因素干擾、「滅東廠計畫」，動搖了促轉會「平復司法不法」的法律基礎，促進轉型正義的國家義務就會大幅受到影響。

## 影响
2018年11月21日，侯友宜表示，從他參選開始，對手就不斷以各種方式、議題抹黑他，連促轉會都變東廠，「太多太多的張天欽了」。
2018年11月24日九合一大選，民進黨慘敗，總統蔡英文宣布請辭民進黨主席；同黨籍的行政院院長賴清德、總統府秘書長陳菊也相繼請辭以示負責，後雙雙接受蔡英文慰留。截至2018年12月1日，交通部部長吳宏謀、行政院農業委員會主任委員林聰賢、行政院環境保護署署長李應元、民進黨秘書長洪耀福、民進黨新北市黨部主任委員余天等人已宣布請辭。
2018年12月10日，立法院司法及法制委員會召開促轉會預算審查會議，國民黨立法院黨團手持「選民滅東廠，拒絕審預算」標語要求在促轉會全面改組前不得審查促轉會預算，也手持「非法代理，不得列席」標語要求促轉會代理主任委員楊翠離席；會議僅進行約十多分鐘，民進黨立法委員兼司委會召集委員周春米宣布散會。
2018年12月15日，黃煌雄接受《中國時報》專訪時坦言，2018年九合一選舉投票前大家都在講「1124滅東廠」，顯見張天欽事件挫傷蔡英文政府的公信力，讓他選前就不看好民進黨選情，但結果比他預判的還慘；促轉會只剩一年多的時間就要提出總結報告，必須抓緊時間找出新主委並重組團隊，才能完成工作並浴火重生樹立形象。
2020年2月21日，行政院院長蘇貞昌在立法院表示，過去台灣受威權統治幾十年不公不義不可能兩年就完成平反，現在做了很多、但很多需要繼續做，他會同意促轉會延長任期，希望促轉會做得更好。
2021年3月16日，蘇貞昌在立法院接受民進黨立委鄭運鵬質詢時表示，促轉會不可能二、三年間就能做完任務，他支持促轉會延續任務，但促轉會從規畫到執行都要更充實。3月17日，台灣民間真相與和解促進會發表聲明稿指出，《促進轉型正義條例》明確規定促轉會為行政院二級獨立機關、不受《中央行政機關組織基準法》與《行政院組織法》限制，因權力大而任期短；促轉會任期一延再延，等於廢除《中央行政機關組織基準法》與《行政院組織法》，視法治如無物；促轉會欠缺固定任期已經悖離獨立機關的法理，任期一延再延更淪為執政黨的執政籌碼。促轉會回應，轉型正義工作應持續進行，但促轉會有一定的任務期間，任期不可能無限延長。行政院發言人羅秉成回應，促轉會運作與其他獨立行政機關無二致，任期不會為延長而延長。
2021年4月12日，台灣民間真相與和解促進會發表聲明稿指出，真促會一再強調，追求轉型正義是台灣社會的共識，但是追求轉型正義的手段必須正當，不可長期處於脫法狀態、成為政黨的提款機，否則這樣得來的「真相」不會被台灣社會接受。